# バスケットボール推進会
一般社団法人バスケットボール推進会は、日本におけるバスケットボールの競技普及活動を目的として発足した団体である。スポーツを仲間と共に楽しむことの素晴らしさを、バスケットボールを通じて伝えている。
主な活動としては、子どもを対象としたバスケットボール教室を開催している。
競技を「楽しむ」ことを第一に、バスケットボールを通じた子どもの「心」の成長をテーマにしている。
4歳から中学生までを対象とした子どもバスケットボール教室「ダイアモンドバスケットボールスクール」をはじめとして、アマチュア大会やサークル活動などを大人向けに開催する。